# 예이츠투코투코
예이츠투코투코(Ctenomys yatesi)는 투코투코과에 속하는 설치류의 일종이다. 볼리비아의 토착종이다. 산타크루스 주 로보레 근처 해발 약 550m 지역에서만 알려져 있다. 몸길이는 약 220mm이고, 부드러운 적갈색 또는 회색 털을 갖고 있다. 학명과 일반명은 뉴멕시코 대학교의 큐레이터였던 예이츠(Terry Yates)의 이름에서 유래했다.